# Guivat Ada
Guivat Ada (en hebreu: גבעת עדה) és una de les dues entitats de població que formen el consell local de Binyamina-Guivat Ada, en el districte de Haifa, a Israel. Es fundà en 1903 i va rebre el nom d'Adelheid de Rothschild (Ada), muller del baró Edmond de Rothschild. Actualment hi viuen entre 2.500 i 3.000 persones.

## Història
Les terres de Guivat Ada foren comprades als habitants àrabs de Marah. Els primers temps, pagesos de Zikhron Yaaqov, Meir Xefeya i Bet Xelomo venien durant la setmana a conrear i tornaven a casa seva pel sàbat. El 1909 l'Associació Jueva per a la Colonització finançà la construcció de vuit edificis per allotjar les primeres famílies de colons permanents.
Durant el Mandat Britànic de Palestina, s'hi construïren diverses granges agrícoles i desenes de nous edificis. A principis dels anys cinquanta, es connectà la població a la xarxa pública d'aigua i d'electricitat, fet que facilità l'arribada de centenars de famílies immigrants. Actualment, els pocs habitants que encara es dediquen a l'agricultura, es dediquen principalment al cultiu de la vinya.